# 78 (število)
78 (óseminsédemdeset) je naravno število, za katero velja velja 78 = 77 + 1 = 79 - 1.

## V matematiki
- sestavljeno število.
- peto klinasto število.
- trikotniško število {\displaystyle 78=12(12+1)/2\,\!}.
- obilno število {\displaystyle \sigma ^{*}(78)=1+2+3+6+13+26+39=90>78}.
- Zumkellerjevo število.

## V znanosti
- vrstno število 78 ima platina (Pt).

## Drugo

### Leta
- 478 pr. n. št., 378 pr. n. št., 278 pr. n. št., 178 pr. n. št., 78 pr. n. št.
- 78, 178, 278, 378, 478, 578, 786, 787, 878, 978, 1078, 1178, 1278, 1378, 1478, 1578, 1786, 1787, 1878, 1978, 2078, 2178